# Continuum (interface graphique)
Pour les articles homonymes, voir Continuum.
Chronologie des versions
Metro Fluent Design System
Continuum est une interface graphique fonctionnant sur Windows.
Elle succède à Aero pour Windows 7 et Vista, et Modern UI pour Windows 8.